# Giovanni Antonio Galignani
Giovanni Antonio Galignani (Brescia, 1757 – 1821) è stato un editore italiano.
Dopo aver vissuto qualche tempo a Londra, si stabilì a Parigi, dove nel 1800 diede vita a una libreria inglese e, nel 1808, ad una pubblicazione mensile, il Repertory of English Literature (Il repertorio della letteratura inglese).
Nel 1814 iniziò a pubblicare, a Parigi, Galignani's Messenger (Il messaggero di Galignani), un giornale in lingua inglese.
Alla sua morte nel 1821 il foglio fu continuato dai suoi due figli, John Anthony (1796-1873) e William (1798-1882). Sotto la loro conduzione esso godé di un'alta reputazione (Margaret Fuller, la nota scrittrice femminista e patriota italo-americana, prima di partire per il suo tragico viaggio verso casa con marito e figlio, lo cita nella lettera del 21 aprile 1850 da Firenze chiamandolo “il Galignani”). Il suo obiettivo era quello di promuovere buone relazioni tra l'Inghilterra e la Francia.
I fratelli realizzarono e sponsorizzarono ospedali a Corbeil e a Neuilly-sur-Seine. A riconoscimento della loro generosità la città di Corbeil eresse un monumento in loro onore.
Nel 1884 la famiglia Galignani pose fine ai propri interessi nel Galignani's Messenger e, da allora fino al 1904, quando esso cessò la sua attività, il giornale apparve con il titolo The Daily Messenger.